# Bengt Pohjanens litteraturpris
Bengt Pohjanens litteraturpris är ett litterärt pris som instiftades av Bengt Pohjanen och utdelades första gången år 2005. Priset är på 20 000 svenska kronor.

## Pristagare

### 2005
- Litteraturpriset – Marat Tarasov
- Minoritetspriset – Ingela Henriksson
- Meän Vanhin – Kerstin Johansson[1]

### 2006
- Litteraturpriset – Antti Tuuri[2]
- Minoritetspriset – Nikolaj Abramov
- Meän Vanhin – Marita Mattsson-Barsk

### 2007
- Litteraturpriset – Nadezhda Vasiljeva[3]
- Minoritetspriset – Bengt Kostenius
- Meän Vanhin – Torvald Pääjärvi

### 2009
- Litteraturpriset – Olga Sedakova[4]
- Minoritetspriset – Enikö Molnar Bodrogi
- Meän Vanhin – Doris Notlind
- Meän Kuopus – Brita-Kaisa Välimaa